# 알렉세이 구사로프
알렉세이 바실리예비치 구사로프(러시아어: Алексе́й Васи́льевич Гуса́ров, 1964년 7월 8일~)는 소련과 러시아의 아이스하키 선수로 포지션은 수비수이다. 내셔널 하키 리그(NHL)의 퀘벡 노르딕스, 콜로라도 애벌랜치, 뉴욕 레인저스, 세인트루이스 블루스 소속으로 뛰었으며, NHL 통산 607경기에 출전했다. 콜로라도 애벌랜치 소속 시절인 1996년에 스탠리 컵을 우승하면서 트리플 골드 클럽에 가입했다.
1984년에 처음으로 소련 국가대표로 발탁되어 1988년 동계 올림픽에서 금메달을 획득했다. 또한 세계 아이스하키 선수권 대회에서 금메달 3개, 은메달 1개, 동메달 2개를 획득했다. 이후 러시아 국가대표팀의 일원으로 1998년 동계 올림픽에 참가하여 은메달을 획득했다.